# Leichtathletik-Weltmeisterschaften 2017/Teilnehmer (Dominikanische Republik)
| Gelbes Symbol für Goldmedaillen mit stilisierten Olympischen Ringen | Graues Symbol für Silbermedaillen mit stilisierten Olympischen Ringen | Braundes Symbol für Bronzemedaillen mit stilisierten Olympischen Ringen |
| ------------------------------------------------------------------- | --------------------------------------------------------------------- | ----------------------------------------------------------------------- |
| —                                                                   | —                                                                     | —                                                                       |

Von der Dominikanischen Republik wurden eine Athletin und zwei Athleten für die Leichtathletik-Weltmeisterschaften 2017 in London nominiert.

## Ergebnisse

### Frauen

#### Laufdisziplinen
| Athletin        | Disziplin | Vorlauf | Vorlauf | Halbfinale         | Halbfinale         | Finale             | Finale             |
| Athletin        | Disziplin | Zeit    | Platz   | Zeit               | Platz              | Zeit               | Platz              |
| --------------- | --------- | ------- | ------- | ------------------ | ------------------ | ------------------ | ------------------ |
| Mariely Sánchez | 200 m     | 23,89 s | 40      | nicht qualifiziert | nicht qualifiziert | nicht qualifiziert | nicht qualifiziert |

### Männer

#### Laufdisziplinen
| Athlet          | Disziplin    | Vorlauf | Vorlauf | Halbfinale         | Halbfinale         | Finale             | Finale             |
| Athlet          | Disziplin    | Zeit    | Platz   | Zeit               | Platz              | Zeit               | Platz              |
| --------------- | ------------ | ------- | ------- | ------------------ | ------------------ | ------------------ | ------------------ |
| Luguelín Santos | 400 m        | 45,73 s | 24      | nicht qualifiziert | nicht qualifiziert | nicht qualifiziert | nicht qualifiziert |
| Juander Santos  | 400 m Hürden | 49,19 s | 2       | 48,59 s PB         | 3                  | 49,04 s            | 6                  |